# جعة الزنجبيل

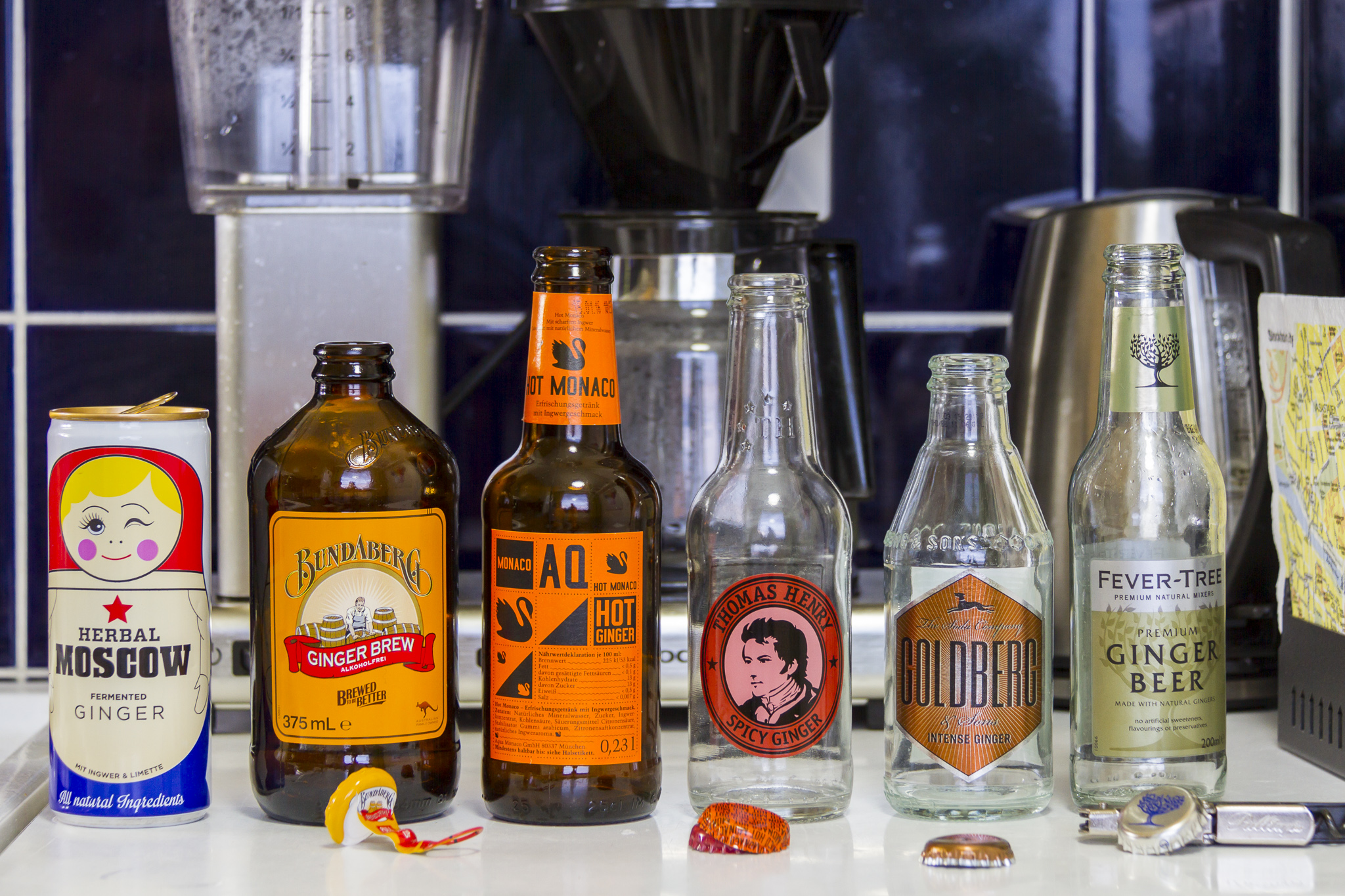
مجموعة متنوعة من زجاجات بيرة الزنجبيل

جعة الزنجبيل أو بيرة الزنجبيل التقليدية عبارة عن مشروب محلى طبيعياً ومكربن، وعادة ما يكون غير كحولي (رغم تسميته جعة) ولكن منه ما هو كحولي فعلاً. يتم إنتاجه عن طريق التخمير الطبيعي لتوابل الزنجبيل والخميرة والسكر. يختلف عن مزر الزنجبيل بكونه أقوى نكهة وأشد تتبيلا ومنه ما هو كحولي مخمر.

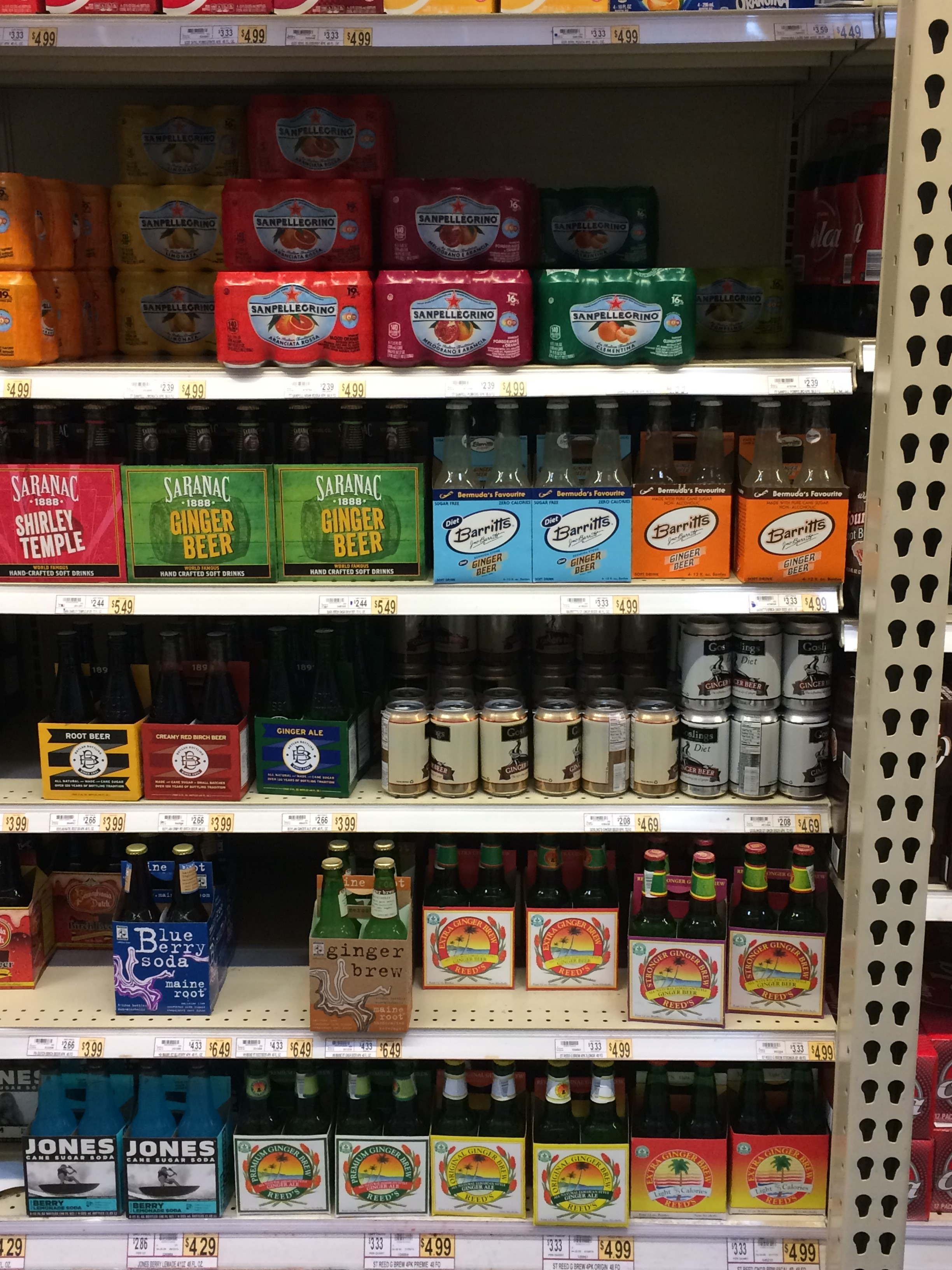
العلامات التجارية لبيرة الزنجبيل على رف متجر